# Артур Ґодфрі
Артур Годфрі (нар. 31 серпня 1903, Нью-Йорк, США — 16 березня 1983, там само) — американський радіоведучий, телеведучий і комік.

## Відзнаки
Має три зірки на Голлівудській алеї слави.